# 呂梁市
呂梁市（りょりょう-し）は、中華人民共和国山西省中西部に位置する地級市。

## 地理
山西省の中西部に位置し、忻州市、太原市、晋中市、臨汾市に接する。西は黄河を隔てて、陝西省楡林市に接する。

## 歴史
春秋時代、呂梁を支配する晋はこの地に屈邑、平陵邑、中陽邑、瓜衍県などを設置していたのが最も古い行政区域の記録である。戦国時代、晋が韓、趙、魏に分裂すると、呂梁は趙の領域となった。秦の始皇帝の時、太原郡が設置され大陵、茲氏等の県が設置された。
太原郡の行政区分は漢代まで使用されたが、前125年（元朔4年）に西河郡が分置された際に呂梁もこちらの管轄となっている。西晋を滅ぼした匈奴の劉淵が一時期、市内の左国城（現・方山県）を拠点としていたことがある。北魏の時、また太原郡に戻った。北魏の東西分裂のあと、北斉の斛律金が万里の長城を作る拠点としていたこともある。[1]
隋代に離石郡、西河郡、太原郡、楼煩郡、竜泉郡に分割された。唐代の州制施行に伴い石州、汾州、隰州、嵐州、并州（後に太原府と改称）の管轄となった。その後歴代王朝での行政改編が行われたが、呂梁が周囲の行政区分に分割される状況は民国まで続いた。
呂梁が単一の行政区として編成されたのは、1971年の呂梁地区の設置が初めてである。2004年7月に地級市に昇格し呂梁市が成立した。

## 行政区画
1市轄区・2県級市・10県を管轄する。
- 市轄区：
  - 離石区
- 県級市：
  - 孝義市・汾陽市
- 県：
  - 文水県・中陽県・興県・臨県・方山県・柳林県・嵐県・交口県・交城県・石楼県

| 呂梁市の地図                                                                         |
| ------------------------------------------------------------------------------------ |
| 離石区 文水県 交城県 興県 臨県 柳林県 石楼県 嵐県 方山県 中陽県 交口県 孝義市 汾陽市 |

### 年表
この節の出典

#### 興県専区
- 1949年10月1日 - 中華人民共和国山西省興県専区が成立。興県・臨県・方山県・離石県・偏関県・神池県・五寨県・河曲県・保徳県・嵐県・岢嵐県が発足。(11県)
- 1950年6月1日 - 河曲県の一部が分立し、綏遠省イフ・ジョー盟モンゴル族自治区十里長灘区となる。(11県)
- 1951年3月16日 - 汾陽専区中陽県を編入。(12県)
- 1952年6月17日 
  - 興県・五寨県・神池県・河曲県・保徳県・岢嵐県・嵐県・偏関県が忻県専区に編入。
  - 臨県・方山県・離石県・中陽県が楡次専区に編入。

#### 汾陽専区
- 1949年10月1日 - 中華人民共和国山西省汾陽専区が成立。汾陽県・交城県・文水県・清源県・晋源県・徐溝県・孝義県・中陽県・石楼県が発足。(9県)
- 1951年3月16日 
  - 晋源県が太原市に編入。
  - 石楼県が臨汾専区に編入。
  - 中陽県が興県専区に編入。
  - 汾陽県・文水県・交城県・清源県・徐溝県・孝義県が楡次専区に編入。

#### 呂梁地区
- 1971年4月6日 - 忻県地区興県・嵐県、臨汾地区石楼県、晋中地区孝義県・文水県・交城県・汾陽県・離石県・中陽県・臨県を編入。呂梁地区が成立。(13県)
  - 離石県・交城県・臨県の各一部が合併し、方山県が発足。
  - 孝義県・中陽県の各一部が晋中地区霊石県、臨汾地区隰県の各一部と合併し、交口県が発足。
  - 忻県地区静楽県の一部が分立し、婁煩県が発足。
- 1973年10月5日 - 離石県・中陽県の各一部が合併し、柳林県が発足。(14県)
- 1975年11月8日 - 婁煩県が太原市に編入。(13県)
- 1992年2月10日 - 孝義県が市制施行し、孝義市となる。(1市12県)
- 1996年4月29日 - 離石県が市制施行し、離石市となる。(2市11県)
- 1996年8月20日 - 汾陽県が市制施行し、汾陽市となる。(3市10県)
- 2003年10月23日 - 呂梁地区が地級市の呂梁市に昇格。

#### 呂梁市
- 2003年10月23日 - 呂梁地区が地級市の呂梁市に昇格。(1区2市10県)
  - 離石市が区制施行し、離石区となる。

## 交通
鉄道

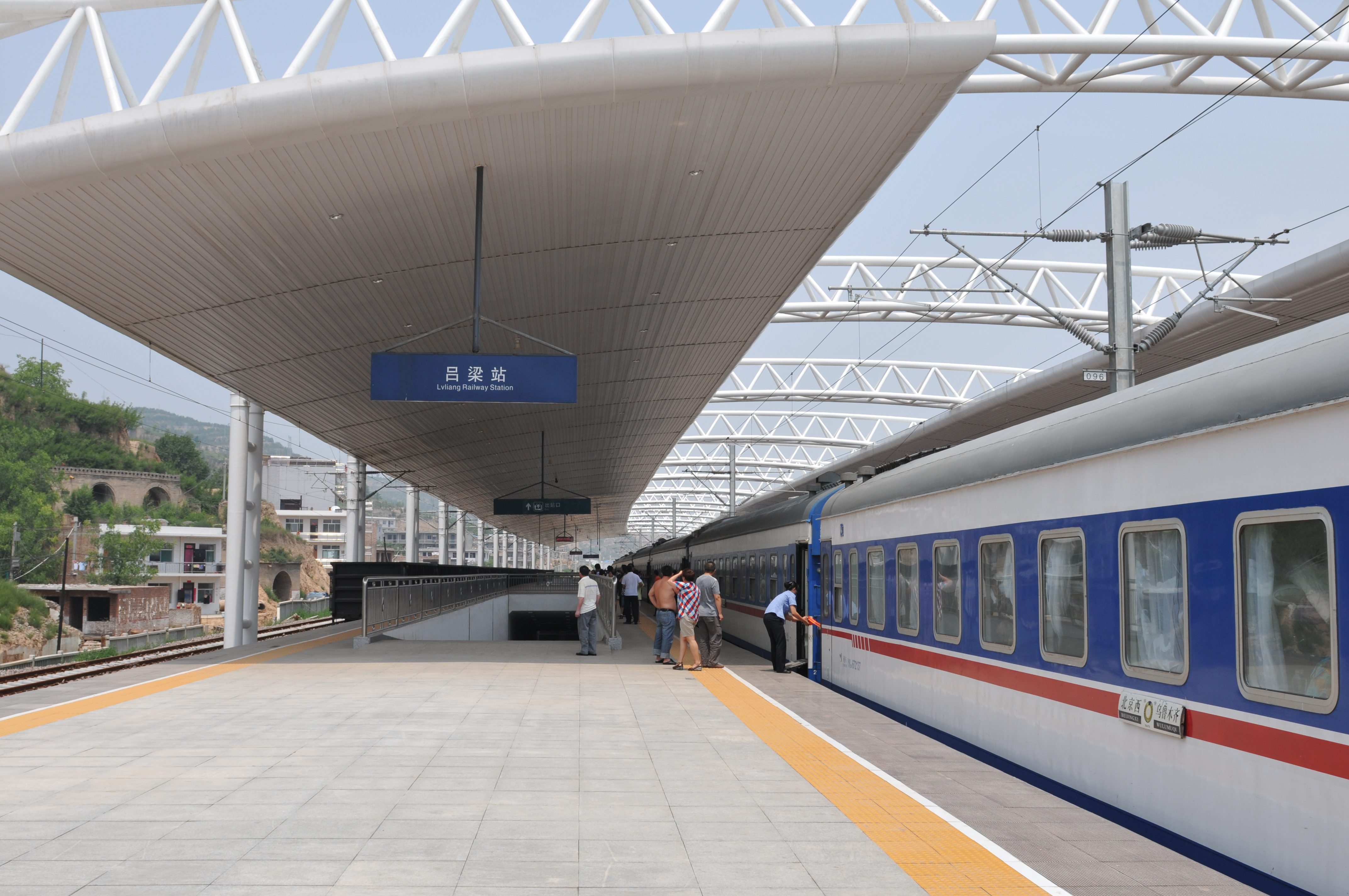
呂梁駅のホーム

- 呂梁駅（中国語版） - 太中銀線が発着する。省都の太原へは列車で1時間半程度である。[3]
- 孝柳線（考義市-柳林県）

道路
- G209国道（中国語版）
- G307国道